# Gag Order
Gag Order é o quinto álbum de estúdio da cantora norte-americana Kesha, lançado em 19 de maio de 2023, através das gravadoras Kemosabe e RCA Records. Com a produção executiva da própria intérprete, ela trabalhou principalmente com o produtor Rick Rubin, que a ajudou a explorar seu lado mais vulnerável para criar o projeto. Outros produtores envolvidos incluem Stuart Crichton, Stint e Drew Pearson. Liricamente, o álbum aborda temas muito mais sombrios, como "morte, depressão, exploração emocional, controle, esperança e uma batalha pela verdade". Antes do lançamento do álbum, foram lançados três singles para apoiá-lo: "Eat the Acid", "Fine Line", ambos lançados como um single duplo, e "Only Love Can Save Us Now".

## Antecedentes
Antes do lançamento de seu quarto álbum, High Road, a revista Billboard publicou uma entrevista de capa sobre a cantora, afirmando que ela já possuía um "maravilhoso álbum folk que aguardava o momento certo para brilhar", mas o lançamento dependia da batalha legal que ela estava enfrentando. Kesha anunciou o álbum em 25 de abril de 2023. Ele foi inteiramente produzido por Rick Rubin. O título do álbum supostamente reflete a situação pela qual ela passou devido ao caso legal contra o produtor Dr. Luke, deixando-a incapaz de falar ou comentar sobre isso. Rotulado como "pós-pop" e "exorcismo emocional", o projeto revela Kesha em seu estado mais vulnerável. Em uma entrevista para a revista Rolling Stone, ela revelou que lançar o álbum é como "dar à luz a coisa mais íntima" que ela já criou, citando a ansiedade durante a pandemia de COVID-19 e as experiências espirituais dos três anos anteriores como principais influências. De acordo com ela, o álbum reúne emoções "de raiva, insegurança, ansiedade, luto, dor e arrependimento". O álbum inclue participações de sua mãe Pebe Sebert e sua sobrinha de 8 anos, Luna, na faixa "Only Love Reprise".
A capa do álbum Gag Order mostra Kesha com um saco plástico na cabeça. Brian Roettinger, que trabalhou nas artes dos álbuns Rainbow e High Road, foi o responsável pelo design da capa e pela parte visual do projeto. A foto da capa foi tirada por Vincent Haycock. Roettinger também foi o diretor criativo.

## Lista de faixas
| N.º            | Título                      | Compositor(es)                                                                          | Produtor(es)                                                   | Duração |  |
| 1.             | "Something to Believe In"   | Kesha Sebert Stuart Crichton Pebe Sebert                                                | K. Sebert Crichton Rick Rubin Tom Kahre                        | 3:29    |  |
| 2.             | "Eat the Acid"              | K. Sebert Crichton P. Sebert                                                            | K. Sebert Crichton Rubin Kahre Jason Lader                     | 4:03    |  |
| 3.             | "Living In My Head"         | K. Sebert Ross Birchard Gabriella Grombacher Everett Romano Rubin                       | K. Sebert Hudson Mohawke Rubin Kahre                           | 3:06    |  |
| 4.             | "Fine Line"                 | K. Sebert Ajay Bhattacharyya P. Sebert                                                  | K. Sebert Crichton Rubin Lader Kahre Benny Bock Stint          | 3:26    |  |
| 5.             | "Only Love Can Save Us Now" | K. Sebert Bhattacharyya Jussi Karvinen                                                  | K. Sebert Jussifer Stint Rubin Kahre Jeremy Hatcher Cory Henry | 2:34    |  |
| 6.             | "All I Need Is You"         | K. Sebert Bhattacharyya Karvinen Rex Kudo Caroline Pennell Romano                       | K. Sebert Stint Rubin Kahre Bock                               | 3:01    |  |
| 7.             | "The Drama"                 | K. Sebert Shawn Everett Drew Pearson Dee Dee Ramone Joey Ramone Johnny Ramone Kurt Vile | K. Sebert Lader Pearson Rubin Kahre Bock                       | 4:23    |  |
| 8.             | "Ram Dass Interlude"        |                                                                                         | K. Sebert Kahre                                                | 1:14    |  |
| 9.             | "Too Far Gone"              | K. Sebert Pearson Skyler Stonestreet                                                    | K. Sebert Pearson Rubin Kahre Lader                            | 2:17    |  |
| 10.            | "Peace & Quiet"             | K. Sebert Birchard Kennedi Lykken Kathleen Brady Ross                                   | K. Sebert Mohawke Rubin Kahre                                  | 2:57    |  |
| 11.            | "Only Love Reprise"         | K. Sebert Bhattacharyya Karvinen Rubin VantaBlaqJungleKat                               | K. Sebert Rubin Lader Kahre                                    | 1:15    |  |
| 12.            | "Hate Me Harder"            | K. Sebert Bhattacharyya Karvinen Lykken Pennell Justin Tranter                          | K. Sebert Rubin Kahre Luke Reynolds                            | 2:48    |  |
| 13.            | "Happy"                     | K. Sebert Blake Slatkin Stonestreet                                                     | K. Sebert Rubin Kahre Lader                                    | 4:22    |  |
| Duração total: | Duração total:              | Duração total:                                                                          | Duração total:                                                 | 38:53   |  |